# María Wiesse

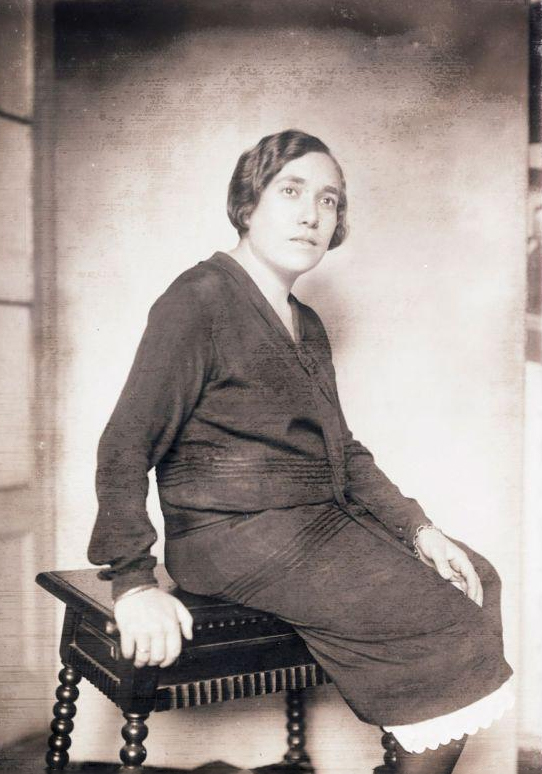
María Wiesse

María Jesús Wiesse Romero (Lima, 19 novembre 1894 - Lima, 29 juillet 1964) - poétesse, romancière, biographe, essayiste et traductrice péruvienne.

## Biographie
Fille de l'historien péruvien Carlos Wiesse Portocarrero et de Teresa Romero Paz. Elle passa son enfance entre Londres et Lausanne, où son père travailla comme avocat pour la Peruvian Corporation. En 1922 elle épousa le peintre José Sabogal. Le couple a eu deux enfants: José Rodolfo Sabogal Wiesse (1923-1983) et Rosa Teresa Sabogal Wiesse (1925-1985).
Elle fut particulièrement active en tant que pionnière de la critique cinématographique au Pérou. Passionnée de musique, elle contribua aussi à faire connaitre le travail de compositeurs dans son pays.
En plus de produire ses propres publications, elle contribua régulièrement à plusieurs revues péruviennes, tels que Variedades, Mundial, Social, Hora del Hombre, Almanaque Agropecuario del Perú et Amauta, et à des journaux tels que La Crónica.
Sur le plan politique, elle s'est engagée en faveur des droits des femmes.

## Œuvre publiée
- Voyage au pays de la musique, Lima, 1943;
- La mer et les pirates, Lima, 1947;
- La flûte de Marsyas (légendes de la musique), Lima, 1950.

### Carnet de voyage
- Croquis de voyage, Lima, 1923[3];

### Poésie
- Motifs lyriques [Motivos líricos], 1924;
- Nocturnes [Nocturnos], Lima, 1925[4];
- Glosas franciscanas, Lima, 1926;
- Trèfle à quatre feuilles, Lima, 1932;
- Chansons [Canciones], Lima, 1934;
- Rose des vents [Rosa de los vientos], Lima, 1940;
- Séjours [Estancias], Lima, 1945;
- Jabiru (amusements à la marge de la poésie), Lima, 1951;

### Roman
- La huachafita (essai de roman liménien), Lima, 1927[5];
- Rosario (histoire d'une petite fille), Lima, 1929;
- Journal sans dates, Lima, 1948;
- Triptyque [Tríptico], Lima, 1953;

### Récit
- Neuf histoires [Nueve relatos], Lima, 1933[6];
- Quipus (récits péruviens pour des enfants), Lima, 1936[7];
- Oiseaux nocturnes [Aves nocturnas], Lima, 1941[8];
- Petites histoires [Pequeñas historias], Lima, 1951;
- Lanterne magique [Linterna mágica], 1954;
- La tour vermeille, 1955;
- Le poisson d'or et d'autres histoires absurdes, Lima, 1958;

### Drame
- La sœur aînée (comédie en un acte et trois tableaux); Le couturier (hors-d'œuvre), Lima, 1918[9];

### Essai
- La croix et le Soleil (essai sur les mythes religieux de l'ancien Pérou), Lima, 1943;
- Lima, Lima, Ediciones Contur, 1946[10];
- L'enfant, cet inconnu, Lima, 1949;
- Le message de la musique, Lima, 1952;
- Vie du Pérou et de son peuple, Lima, 1958[11];

### Biographies
- Sainte Rose de Lima [Santa Rosa de Lima]. Lima, 1922;
- José María Córdova (1799-1829 essai biographique). Lima, 1924;
- La vie romantique de Mariano Melgar. Lima, 1939[12];
- José Carlos Mariátegui (étapes de sa vie). Lima, 1945;
- José Sabogal, l'artiste et l'homme [José Sabogal, el artista y el hombre]. Lima, 1957;

### Comme anthologiste
- Anthologie de la poésie amoureuse péruvienne, Lima, Ediciones Hora del Hombre, 1946;

## Publications dans la presse (sélection)
- Lecture de l'histoire du Pérou pour l'école [Lectura de la historia del Perú para la escuela], (Lima, revue Educar, N° 11, mai 1942);
- Motifs de la mer et de la Lune [Motivos del mar y de la Luna], (Lima, revue Almanaque Agropecuario del Perú, 1957);
- Et les arbres parlaient [Y los árboles hablaron], revue Mensajero agrícola N° 109, Lima, 1957;
- La Lune, culte et mythes [La Luna, culto y mitos], (Lima, revue Almanaque Agropecuario del Perú, 1957);
- Le chant de la rivière [El canto del río], (Lima, revue Almanaque Agropecuario del Perú, 1959);

## Traduction littéraire

### Traduction de l'anglais vers l'espagnol
- Alan Seeger: Rendez-vous avec la morte et La prière de l'infirmière, Lima, revue Variedades, 7 juillet 1920.

### Traduction du français vers l'espagnol
- Paul Fort: La Grande Ivresse, Lima, revue Social No 16, octobre de 1931, page 13.
- Anna de Noailles: Poésies, Lima, revue Social No 53, mai de 1933, page 9.
- Poètes de France, Lima, revue Hora del hombre No 61, août de 1948, page 10.

## Œuvre publiée dans des anthologies
- L'article L'enfant dans la littérature et le récit L'enfant volé dans l'œuvre de Jorge Eslava (éditeur): Paisaje de la mañana. Esbozo para un curso de literatura infantil peruana. Lima, Fondo Editorial de la Universidad de Lima, 2017.  (ISBN 978-9972-45-404-2)[13].

## Promotion culturelle
Pendant des années, elle a diffusé un programme de musique classique sur les ondes de la Radio Nationale du Pérou.